# Seminarist

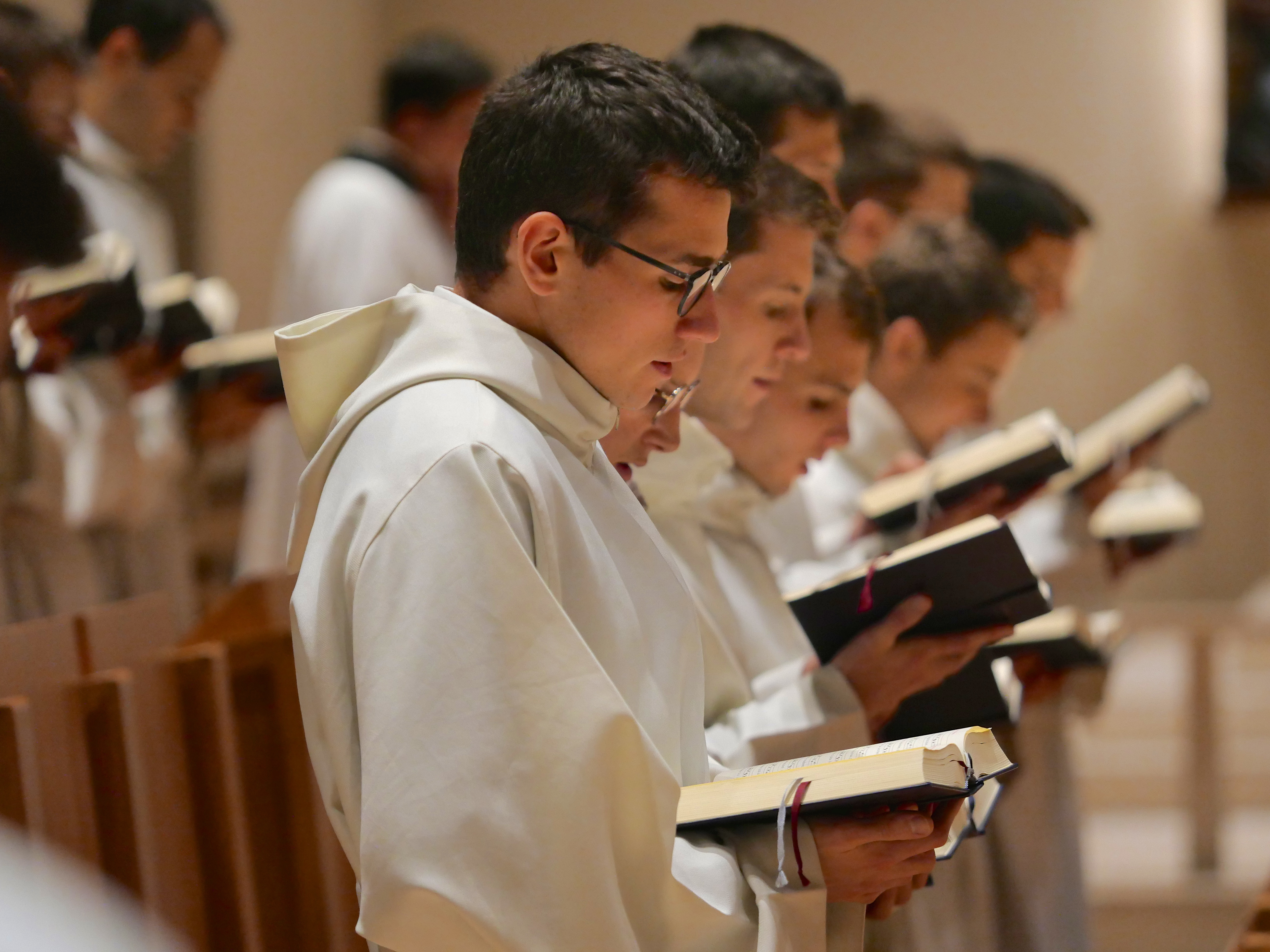
Seminaristen der Gemeinschaft Sankt Martin beim Stundengebet im Priesterseminar

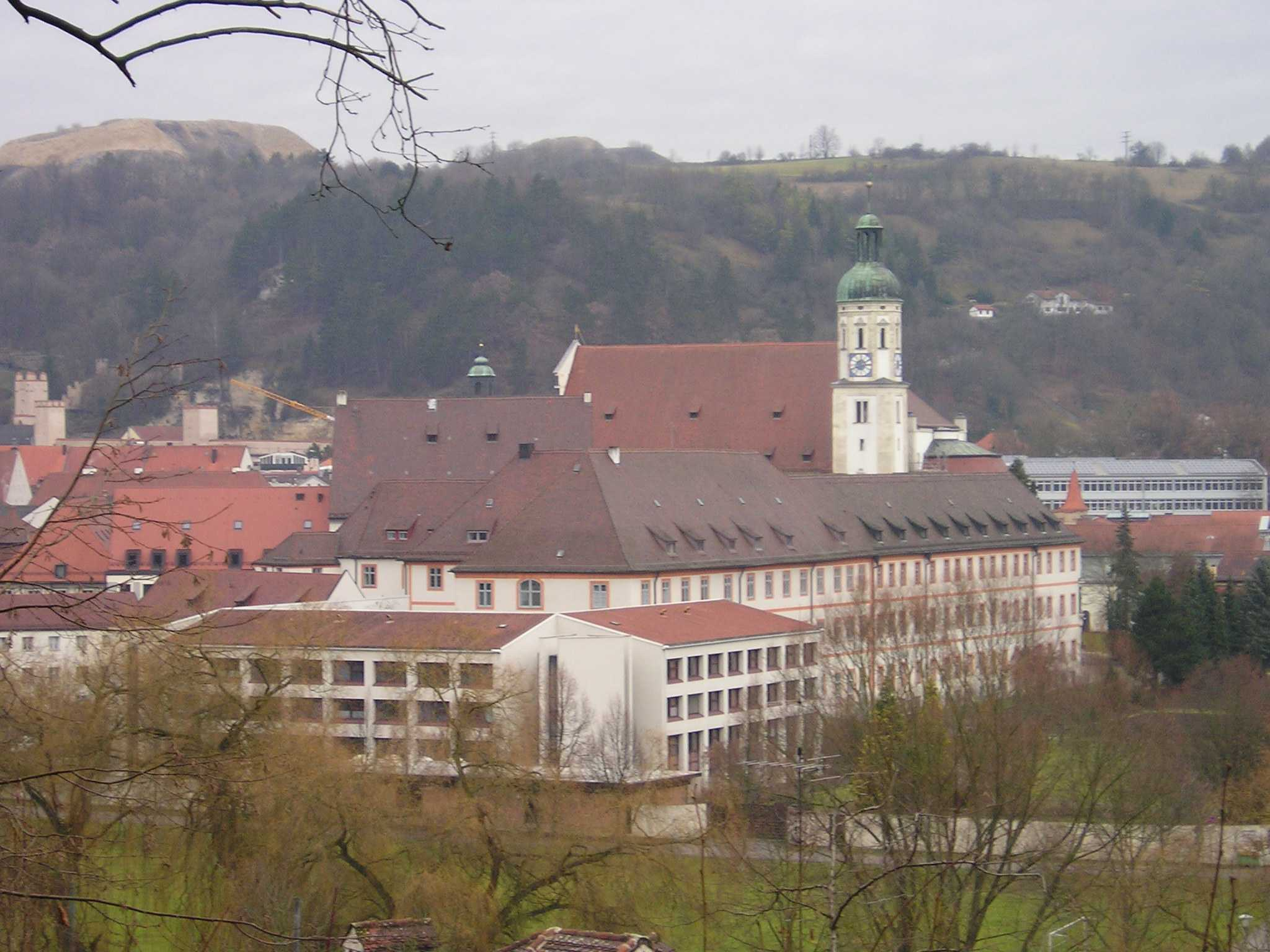
Priesterseminar Eichstätt

Ein Seminarist ist ein in der Ausbildung stehender Kandidat für das katholische Priesteramt. Die fachliche Ausbildung der Seminaristen umfasst das Studium der katholischen Theologie. Durch die Diakonenweihe wird der Seminarist zum Diakon und ca. ein Jahr später zum Priester. Auch die Diakone können noch als Seminaristen gezählt werden, da sie sich weiterhin in der Vorbereitung auf das Priesteramt befinden.

## Ausbildung zum Priesteramt
Die Ausbildung der Seminaristen besteht einerseits aus dem Studium, andererseits aus einer menschlich-spirituellen Ausbildung. Ein Seminarist wird demnach in intellektueller, menschlicher, pastoraler und geistlicher Hinsicht ausgebildet.
Auf die Studienzeit folgt eine praktische Ausbildung, die ein halbes bis ganzes Jahr vor der Diakonenweihe erfolgt. Diese Ausbildung soll Bereiche der praktisch-liturgischen Ausbildung abdecken, die nicht Inhalt wissenschaftlicher Theologie sind. Hierzu zählt unter anderem die seelsorgerische, kirchenmusikalische und wirtschaftliche Ausbildung.

## Terminologie
Während die in der Ausbildung stehenden, künftigen Weltpriester Seminaristen genannt werden, heißen die Personen, die sich auf das Leben in einer Ordensgemeinschaft vorbereiten, in der Regel Novizen.
Nach dem Abschluss des Studiums werden die Seminaristen mit der Zulassung durch den Bischof zu Priesteramtskandidaten.
Bisweilen wird die Ausbildung der Seminaristen in zwei Hälften aufgeteilt: die erste erfolgt dann im Theologenkonvikt, die zweite im eigentlichen sogenannten Priesterseminar, das den späteren Semestern nach der Diakonenweihe vorbehalten ist.
Auch in den evangelischen Kirchen sprach man noch im 20. Jahrhundert von Seminaristen, so in Hermann Hesses berühmten Jugendroman Narziß und Goldmund. Der Begriff wird jedoch in der evangelischen Pfarrersausbildung nicht mehr gebraucht. Der Schwerpunkt liegt vielmehr auf dem Theologiestudium.